# Nati nel 1946/Giugno
| Questa pagina contiene informazioni ricavate automaticamente dalle voci biografiche con l'ausilio del template Bio e di un bot. L'aggiornamento è periodico e automatico e ricostruisce completamente la pagina. Se manca una persona in questa lista, sei pregato di non aggiungerla, ma accertati piuttosto che la sua voce biografica contenga il template Bio e che i dati anagrafici siano correttamente compilati. Se il template Bio manca, inseriscilo tu stesso o, in alternativa, metti l'avviso {{tmp\|Bio}} che ne segnala la mancanza. Se i dati riportati sono sbagliati, correggi direttamente la voce biografica; le modifiche saranno visibili in questa lista entro pochi giorni. Per chiarimenti vedi il progetto biografie. La lista contiene solo le 273 persone che sono citate nell'enciclopedia e per le quali è stato implementato correttamente il template Bio. Pagina aggiornata al 18 ago 2025. |

- 1º giugno - Brian Cox, attore britannico
- 1º giugno - Doriano Crespan, calciatore italiano († 2011)
- 1º giugno - Micky Erbe, compositore statunitense († 2021)
- 1º giugno - Vincenzo Gueglio, scrittore e traduttore italiano († 2022)
- 1º giugno - Glyn Pardoe, calciatore e allenatore di calcio inglese († 2020)
- 1º giugno - Sue Prideaux, scrittrice e biografa britannica
- 1º giugno - Yūko Shiokawa, violinista giapponese
- 1º giugno - John Richard Urry, sociologo britannico († 2016)
- 1º giugno - Stefano d'Amico, scrittore e ex dirigente d'azienda italiano
- 2 giugno - Ryōichi Aikawa, allenatore di calcio giapponese († 2011)
- 2 giugno - Leonardo Boriani, giornalista italiano
- 2 giugno - Piero Cudini, storico della letteratura e critico letterario italiano († 2002)
- 2 giugno - John Du Cann, chitarrista e cantante britannico († 2011)
- 2 giugno - Lasse Hallström, regista svedese
- 2 giugno - Angelo Liberati, pittore italiano
- 2 giugno - Pietro Marcenaro, politico e sindacalista italiano
- 2 giugno - Inga Nielsen, soprano danese († 2008)
- 2 giugno - Tomomichi Nishimura, attore e doppiatore giapponese
- 2 giugno - Peter Sutcliffe, serial killer britannico († 2020)
- 3 giugno - Bassano, cantante italiano († 1992)
- 3 giugno - Gilles Chaillet, fumettista francese († 2011)
- 3 giugno - Giuseppe Ciccantelli, politico italiano († 2017)
- 3 giugno - Michael Clarke, batterista statunitense († 1993)
- 3 giugno - Jaime Fillol, ex tennista cileno
- 3 giugno - Eddie Holman, cantautore e compositore statunitense
- 3 giugno - Josef Loidl, ex sciatore alpino austriaco
- 3 giugno - Simon Ntamwana, arcivescovo cattolico burundese
- 3 giugno - Anita Pollack, politica australiana
- 3 giugno - Tristan Rogers, attore e produttore cinematografico statunitense († 2025)
- 3 giugno - Giuseppe Tommasi, ex judoka italiano
- 3 giugno - Penelope Wilton, attrice britannica
- 4 giugno - S. P. Balasubrahmanyam, cantante e attore indiano († 2020)
- 4 giugno - Suzanne Ciani, compositrice e tastierista statunitense
- 4 giugno - Abel Miglietti, ex calciatore portoghese
- 4 giugno - Bruce Seven, regista e produttore cinematografico statunitense († 2000)
- 4 giugno - Kōji Shitara, compositore, arrangiatore e attore giapponese
- 4 giugno - Konchok Tenzin Kunzang Trinley Lhundrup, monaco buddhista tibetano
- 5 giugno - Elio Catania, dirigente d'azienda e dirigente pubblico italiano
- 5 giugno - Volker Eckstein, attore tedesco († 1993)
- 5 giugno - Patrick Head, ingegnere britannico
- 5 giugno - Stefania Sandrelli, attrice italiana
- 5 giugno - Wanderléa, cantante e conduttrice televisiva brasiliana
- 6 giugno - Marjana Bremec, ex cestista jugoslava
- 6 giugno - Mariangela Camocardi, scrittrice italiana
- 6 giugno - Jesualdo Ferreira, allenatore di calcio portoghese
- 6 giugno - J. Bob Kelly, ex hockeista su ghiaccio canadese
- 6 giugno - Tony Levin, bassista statunitense
- 6 giugno - Patricia Poblete, politica e economista cilena († 2022)
- 6 giugno - Julia Reichert, regista, produttrice cinematografica e attivista statunitense († 2022)
- 6 giugno - Micky Lee Soule, tastierista statunitense
- 6 giugno - Sherwood Stewart, ex tennista statunitense
- 6 giugno - Tuanku Fauziah, sovrana malese
- 6 giugno - Leo van Veen, allenatore di calcio e ex calciatore olandese
- 6 giugno - Willie Watt, ex calciatore scozzese
- 6 giugno - Chuck Williams, ex cestista statunitense
- 7 giugno - Jorge Calado, ex calciatore portoghese
- 7 giugno - Mauro Del Vecchio, generale e politico italiano († 2025)
- 7 giugno - Robert Foley, ex calciatore ghanese
- 7 giugno - Antonino Migliore, vescovo cattolico italiano
- 7 giugno - Manfred Ritschel, ex calciatore tedesco
- 7 giugno - Robert Rivas, arcivescovo cattolico trinidadiano
- 7 giugno - Zbigniew Seifert, musicista polacco († 1979)
- 8 giugno - Pál Bakó, ex pentatleta ungherese
- 8 giugno - Paola Goisis, politica italiana
- 8 giugno - Graham Henry, allenatore di rugby a 15 neozelandese
- 8 giugno - Pearlette Louisy, politica santaluciana
- 8 giugno - Elizabeth A. Lynn, scrittrice statunitense
- 8 giugno - Eiji Morioka, pugile giapponese († 2004)
- 8 giugno - Alan Scarfe, attore e scrittore canadese († 2024)
- 9 giugno - Antonio Avati, sceneggiatore e produttore cinematografico italiano
- 9 giugno - Fausto Carpani, cantautore italiano
- 9 giugno - Francis Gaffney, ex astronauta e medico statunitense
- 9 giugno - James Kelman, scrittore scozzese
- 9 giugno - Gary McDermott, ex giocatore di football americano statunitense
- 9 giugno - Robert Sara, allenatore di calcio e ex calciatore austriaco
- 9 giugno - Giulio Terzi di Sant'Agata, diplomatico e politico italiano
- 9 giugno - Patrick Vallençant, scialpinista e alpinista francese († 1989)
- 10 giugno - Denis Amar, regista francese
- 10 giugno - Riccardo Francovich, archeologo e medievista italiano († 2007)
- 10 giugno - Chantal Goya, cantante e attrice francese
- 10 giugno - Francisco Sosa Wagner, politico spagnolo
- 11 giugno - Biancamaria Frabotta, poetessa e saggista italiana († 2022)
- 11 giugno - Philippe Hirschhorn, violinista e docente sovietico († 1996)
- 11 giugno - Julius J. Lipner, indologo indiano
- 11 giugno - Paul Lynch, regista, sceneggiatore e produttore cinematografico britannico
- 11 giugno - Luther Rackley, cestista statunitense († 2017)
- 11 giugno - Ron Sanford, ex cestista statunitense
- 12 giugno - Livio Filippi, politico italiano
- 12 giugno - Bobby Gould, ex calciatore e allenatore di calcio inglese
- 12 giugno - Ileana Gyulai-Drîmbă-Jenei, schermitrice rumena († 2021)
- 12 giugno - Francesco Liguori, ex calciatore e allenatore di calcio italiano
- 12 giugno - Mekere Morauta, politico papuano († 2020)
- 12 giugno - Gílson Nunes, allenatore di calcio e ex calciatore brasiliano
- 12 giugno - Jean Manga Onguéné, allenatore di calcio e ex calciatore camerunese
- 12 giugno - Jack Thibeau, attore statunitense
- 13 giugno - Ettore Andenna, conduttore televisivo, giornalista e politico italiano
- 13 giugno - Julia Annas, filosofa e storica della filosofia statunitense
- 13 giugno - Paul Buckmaster, violoncellista, compositore e arrangiatore britannico († 2017)
- 13 giugno - Sher Bahadur Deuba, politico nepalese
- 13 giugno - Cristina Hoyos, ballerina, coreografa e attrice spagnola
- 13 giugno - Paul Modrich, biochimico statunitense
- 13 giugno - Tom Morrow, calciatore nordirlandese († 2020)
- 13 giugno - Montserrat Roig i Fransitorra, scrittrice e giornalista spagnola († 1991)
- 13 giugno - Roberto Rusconi, storico e saggista italiano
- 13 giugno - Butch Seewagen, ex tennista statunitense
- 14 giugno - Paolo Lassini, funzionario italiano
- 14 giugno - Charlie Paulk, cestista statunitense († 2014)
- 14 giugno - Donald Trump, politico, imprenditore e personaggio televisivo statunitense
- 15 giugno - Jo Bonfrère, allenatore di calcio e ex calciatore olandese
- 15 giugno - Giancarlo Canetti, calciatore italiano († 2025)
- 15 giugno - Pierluigi Conforti, pilota motociclistico italiano
- 15 giugno - Brigitte Fossey, attrice francese
- 15 giugno - Noddy Holder, cantante e attore britannico
- 15 giugno - Roy Holder, attore britannico († 2021)
- 15 giugno - Jack Horner, paleontologo statunitense
- 15 giugno - Robert Lipka, statunitense († 2013)
- 15 giugno - Antonio Roldán, ex pugile messicano
- 15 giugno - Demis Roussos, cantante e bassista greco († 2015)
- 15 giugno - Alvis Vitolinš, scacchista lettone († 1997)
- 16 giugno - Rick Adelman, ex cestista e allenatore di pallacanestro statunitense
- 16 giugno - Gérard Biguet, ex arbitro di calcio francese
- 16 giugno - Riccardo Bruzzani, politico italiano
- 16 giugno - Benedict Daswa, beato sudafricano († 1990)
- 16 giugno - Tom Harrell, trombettista statunitense
- 16 giugno - Alain Jardel, ex cestista e allenatore di pallacanestro francese
- 16 giugno - Neil MacGregor, storico dell'arte britannico
- 16 giugno - Iain Matthews, cantante e chitarrista britannico
- 16 giugno - Iván Molina, ex tennista colombiano
- 16 giugno - Femi Osofisan, scrittore, critico letterario e regista teatrale nigeriano
- 16 giugno - Cornel Penu, ex pallamanista rumeno
- 16 giugno - Jodi Rell, politica statunitense († 2024)
- 16 giugno - Stan Ternent, allenatore di calcio e ex calciatore inglese
- 17 giugno - Johnny Baum, ex cestista statunitense
- 17 giugno - Eduardo Oscar Camaño, politico argentino
- 17 giugno - B. J. Cole, chitarrista britannico
- 17 giugno - Aleksandr Gazov, ex tiratore a segno sovietico
- 17 giugno - Gérard Grisey, compositore francese († 1998)
- 17 giugno - Marcy Kaptur, politica statunitense
- 17 giugno - Hasan Muhammad Nur Shatigadud, politico somalo († 2013)
- 17 giugno - Salvador Ordóñez Delgado, geologo spagnolo
- 17 giugno - Peter Rosei, scrittore, traduttore e poeta austriaco
- 17 giugno - Patrick Samson, cantante libanese
- 17 giugno - Galina Starovojtova, politica russa († 1998)
- 18 giugno - Victor Abagna Mossa, arcivescovo cattolico della Repubblica del Congo
- 18 giugno - Bruiser Brody, wrestler statunitense († 1988)
- 18 giugno - Fabio Capello, ex calciatore e allenatore di calcio italiano
- 18 giugno - Robert Peter Deeley, vescovo cattolico statunitense
- 18 giugno - Gilberto Idonea, attore italiano († 2018)
- 18 giugno - Lídia Jorge, scrittrice portoghese
- 18 giugno - Maria Bethânia, cantautrice brasiliana
- 18 giugno - Gordon Murray, ingegnere e imprenditore sudafricano
- 18 giugno - Gustavo Oliveros, ex schermidore cubano
- 18 giugno - Luan Peters, attrice e cantante britannica († 2017)
- 18 giugno - Aleksandr Vladimirovič Prochorov, allenatore di calcio e calciatore sovietico († 2005)
- 18 giugno - Angelo Maria Ricci, fumettista e illustratore italiano († 2025)
- 18 giugno - Ray Treacy, allenatore di calcio e calciatore irlandese († 2015)
- 18 giugno - Horst Wruck, calciatore tedesco orientale († 2022)
- 19 giugno - Fabio Baldassarri, politico italiano
- 19 giugno - Chang Kyou-chul, pugile sudcoreano († 2000)
- 19 giugno - Jimmy Greenhoff, ex calciatore e allenatore di calcio inglese
- 19 giugno - András Haán, cestista e velista ungherese († 2021)
- 19 giugno - Tat'jana Lemechova, cestista e allenatrice di pallacanestro sovietica († 2013)
- 19 giugno - Stelarc, performance artist e docente cipriota
- 19 giugno - Skeeter Swift, cestista e allenatore di pallacanestro statunitense († 2017)
- 20 giugno - Youssef Absi, patriarca cattolico siriano
- 20 giugno - Domenico Adinolfi, ex pugile e attore italiano
- 20 giugno - Ahmed Benbitour, politico algerino
- 20 giugno - Celeste Bortoluzzi, politico italiano († 2006)
- 20 giugno - Oleg Bovin, ex pallanuotista sovietico
- 20 giugno - Colin Campbell, velocista e bobbista britannico († 2024)
- 20 giugno - Nigel Davey, ex calciatore inglese
- 20 giugno - Birgitte van Deurs, principessa danese
- 20 giugno - Xanana Gusmão, politico est-timorese
- 20 giugno - David Kazhdan, matematico sovietico
- 20 giugno - Zülfü Livaneli, musicista turco
- 20 giugno - Jorge Roura, ex slittinista spagnolo
- 20 giugno - Lars Vilks, disegnatore e scultore svedese († 2021)
- 20 giugno - André Watts, pianista statunitense († 2023)
- 21 giugno - Isidoro Artico, ex calciatore italiano
- 21 giugno - Roberto Bellinazzi, allenatore di calcio e ex calciatore italiano
- 21 giugno - Vincenzo Camporini, generale italiano
- 21 giugno - Vincenzo Casamassima, ex arbitro di pallacanestro italiano
- 21 giugno - Per Eklund, ex pilota di rally svedese
- 21 giugno - Xavier Gélin, attore e regista francese († 1999)
- 21 giugno - Kiril Ivkov, calciatore bulgaro († 2025)
- 21 giugno - Malcolm Rifkind, politico britannico
- 21 giugno - Jaroslava Sedláčková, ex ginnasta ceca
- 21 giugno - Don Sidle, cestista statunitense († 1987)
- 22 giugno - Filippo Callipo, imprenditore e politico italiano
- 22 giugno - Fabio Enzo, calciatore italiano († 2021)
- 22 giugno - Kay Redfield Jamison, psicologa e saggista statunitense
- 22 giugno - Barbara Marchand, conduttrice radiofonica e conduttrice televisiva francese
- 22 giugno - Helle Nielsen, attrice danese († 2025)
- 22 giugno - Lykke Nielsen, attrice e sceneggiatrice danese († 2006)
- 22 giugno - Eliades Ochoa, cantante, chitarrista e compositore cubano
- 22 giugno - Józef Oleksy, politico polacco († 2015)
- 22 giugno - Paolo Ongaro, fumettista italiano
- 22 giugno - René Pas, ex calciatore olandese
- 22 giugno - Cesare Piacentino, politico e docente italiano
- 22 giugno - Roberto Prini, ex calciatore italiano
- 22 giugno - Andrew Rubin, attore statunitense († 2015)
- 23 giugno - Liliana Albertini, politica italiana († 2023)
- 23 giugno - Gherardo Colombo, ex magistrato, giurista e saggista italiano
- 23 giugno - Marino de Rosas, chitarrista italiano
- 23 giugno - Aleksej Es'kov, calciatore sovietico († 2002)
- 23 giugno - Salvatore Gristina, arcivescovo cattolico italiano
- 23 giugno - Wolfgang Ruck, canoista e artista canadese
- 23 giugno - Ted Shackelford, attore statunitense
- 23 giugno - Gianpaolo Tescari, regista, sceneggiatore e produttore televisivo italiano
- 23 giugno - Svein Thøgersen, ex canottiere norvegese
- 24 giugno - Peter Bennett, calciatore inglese († 2024)
- 24 giugno - João Batista Faria, calciatore brasiliano († 2008)
- 24 giugno - Eligio De Rossi, ex cestista italiano
- 24 giugno - Sergio Menegale, cantante e compositore italiano
- 24 giugno - Ellison Onizuka, astronauta statunitense († 1986)
- 24 giugno - Giangiorgio Pasqualotto, filosofo italiano
- 24 giugno - Robert Reich, politico, economista e divulgatore scientifico statunitense
- 24 giugno - Nguyễn Đức Soát, generale e aviatore vietnamita
- 25 giugno - Roméo Dallaire, generale e politico canadese
- 25 giugno - Ulrik le Fevre, procuratore sportivo e calciatore danese († 2024)
- 25 giugno - Fiorella Ghilardotti, sindacalista e politica italiana († 2005)
- 25 giugno - Henk van Kessel, pilota motociclistico olandese
- 25 giugno - Allen Lanier, chitarrista, cantante e polistrumentista statunitense († 2013)
- 25 giugno - Ian McDonald, cantante, polistrumentista e compositore britannico († 2022)
- 25 giugno - Antonio Pappalardo, generale e politico italiano
- 25 giugno - Jerzy Plebanek, ex cestista e allenatore di pallacanestro polacco
- 25 giugno - John Tudor, calciatore inglese († 2025)
- 26 giugno - Bibi Ballandi, produttore televisivo, imprenditore e produttore discografico italiano († 2018)
- 26 giugno - Antonello Geleng, scenografo e costumista italiano
- 26 giugno - Margot Glockshuber, ex pattinatrice artistica su ghiaccio tedesca
- 26 giugno - Ricky Jay, illusionista, attore e scrittore statunitense († 2018)
- 26 giugno - Tony Koski, ex cestista statunitense
- 26 giugno - Carlo Montanaro, scrittore e giornalista italiano
- 26 giugno - Anthony John Valentine Obinna, arcivescovo cattolico nigeriano
- 26 giugno - Francisco Pardo Artigas, vescovo cattolico spagnolo († 2022)
- 26 giugno - Candace Pert, neuroscienziata e farmacologa statunitense († 2013)
- 26 giugno - Leo Rossi, attore statunitense
- 27 giugno - Ettore Abbiati, rugbista a 15 italiano († 2023)
- 27 giugno - Jose Miguel Arroyo, avvocato filippino
- 27 giugno - Mario Brusa, attore teatrale, doppiatore e direttore del doppiaggio italiano
- 27 giugno - Russ Critchfield, ex cestista e allenatore di pallacanestro statunitense
- 27 giugno - Carlo Durante, atleta paralimpico italiano († 2020)
- 27 giugno - Giovanni Fontana, poeta italiano
- 27 giugno - Vitaliano Gemelli, politico italiano
- 27 giugno - Bernard Lamitié, ex triplista francese
- 27 giugno - Giuseppe Elio Ligotti, poeta e romanziere italiano
- 27 giugno - Georges Minois, storico francese
- 27 giugno - Daria Semegen, compositrice statunitense
- 28 giugno - Howard Barker, drammaturgo e sceneggiatore britannico
- 28 giugno - Cathy Benedetto, ex cestista e allenatrice di pallacanestro statunitense
- 28 giugno - Viktor Buturlin, regista sovietico († 2022)
- 28 giugno - Bruce Davison, attore statunitense
- 28 giugno - Jaime Guzmán, politico e giurista cileno († 1991)
- 28 giugno - John Lounge, astronauta e ingegnere statunitense († 2011)
- 28 giugno - Gilda Radner, attrice e comica statunitense († 1989)
- 29 giugno - Alice Arno, attrice e modella francese
- 29 giugno - Attilio Befera, dirigente d'azienda e dirigente pubblico italiano
- 29 giugno - Alicia Carletti, pittrice e litografa argentina († 2017)
- 29 giugno - Peterpaul Forcher, matematico austriaco († 2006)
- 29 giugno - Egon von Fürstenberg, principe e stilista tedesco († 2004)
- 29 giugno - Gitte Hænning, cantante e attrice danese
- 29 giugno - Franco Jadanza, cantante italiano
- 29 giugno - Antonio Padellaro, giornalista, scrittore e editore italiano
- 29 giugno - Ernesto Pérez Balladares, politico panamense
- 29 giugno - Giuseppe Unere, calciatore e allenatore di calcio italiano († 2008)
- 30 giugno - Pier Angelo Conti Manzini, canottiere italiano († 2003)
- 30 giugno - José Ramón Esnaola, ex calciatore spagnolo
- 30 giugno - Allan Hunter, ex calciatore nordirlandese
- 30 giugno - Semen Mohylevyč, mafioso ucraino
- 30 giugno - Franco Raffaldini, politico italiano
- 30 giugno - Julius Sang, velocista keniota († 2004)
- 30 giugno - Elaine Scarry, insegnante e saggista statunitense
- 30 giugno - Daniele Tei, generale italiano († 2011)